# غونار لارسون (سياسي)
غونار لارسون (بالسويدية: Gunnar Larsson)‏ هو سياسي سويدي، ولد في 1908، وتوفي في 28 مارس 1996. نشط حزبياً في حزب الوسط السويدي. وقد انتخب عضو البرلمان السويدي ‏.